# Vida Vencienė
Vida Vencienė (Vilkomir, 1961. május 28. –) olimpiai bajnok szovjet-litván sífutó.

## Pályafutása
Az 1988-as calgary-i téli olimpián aranyérmet nyert a 10 km-es versenyszámban, 5 km-en pedig bronzérmes lett.
Részt vett az 1992-es albertville-i és az 1994-es lillehammeri téli olimpián is.

## Sikerei, díjai
- Olimpiai játékok
  - aranyérmes: 1988, Calgary – 10 km
  - bronzérmes: 1988, Calgary – 5 km